# Combate de Cuaró
O combate de Cuaró foi o último confronto entre farroupilhas e imperiais na Guerra dos Farrapos, que ocorreu em 29 de dezembro de 1844 na vila uruguaia de Cuaró, ao norte do país, no período em que se negociava um tratado de paz.

## Combate
Não se sabe o real motivo do coronel farroupilha Bernadino Pinto de continuar o conflito, visto que a rebelião já estava perdida. Nesta ocasião, as forças do major imperial Vasco Alves Pereira, comandante da Guarda Nacional e oficial de confiança de Bento Manuel Ribeiro, derrotaram as tropas do coronel Pinto às margens do arroio Cuaró, afluente do Rio Quaraí, no Departamento de Artigas, em território uruguaio. Apesar da clara derrota, Bernadino não se rendeu e só foi aprisionado após ter sido ferido.